# Kissing & Möllmann
Здание завода «Kissing & Möllmann» (нем. Kissing & Möllmann) — памятник архитектуры в Изерлоне; здание бывшего завода по производству бронзовых изделий и кофемолок компании «Kissing & Möllmann», построенное в 1865 году.

## История и описание
Компания «Kissing & Möllmann» — также известная как «K&M» или «KyM» — была основана изерлонскими предпринимателями Фердинандом Мёльманом и Иоганном Германом Киссингом в 1826 году. До 1834 года предприятие называлось «Kissing, Möllmann & Co.» и поставляло свою продукцию (арматуру, подсвечники, корабельные колокола) в Италию, Испанию и Российскую империю, а в 1865 году оно получило концессию на строительство литейного завода на улице Бахштрассе — рядом с железнодорожной линией Изерлон-Менден. В 1872 году здесь было открыто собственное производство кофемолок; главное здание завода было расширено в 1898 году. В 1894 году на заводе работало 120 человек, производя 200 000 кофемолок ежегодно: «Kissing & Möllmann» стала крупнейшим производителем кофемолок в Германской империи. Первая мировая война существенно сократила торговлю и впоследствии она никогда не достигла довоенного уровня. Великая депрессия и Вторая мировая война также сказались на деятельности компании, но она всё же смогла их пережить: ей пришлось объявить о банкротстве только в 1980 году. В конце 2013 года в изерлонском музее ремесел и истории почты была открыта отдельная коллекция, посвященная кофемолкам «Kissing & Möllmann».
Со 2 июня 1986 года главное здание завода — вместе с четырьмя крыльями и другими производственными корпусами — находится под охраной как памятник архитектуры, являющийся «примером многоэтажного завода» XIX века. Бывшая фабрика была приобретена агентом по недвижимости Йоргом Родегрой (нем. Jörg Rodegra) в 2011 году: он хотел сохранить объект в целом и отказался от сноса построек, не перечисленных в охранном списке. В рамках проекта «Социальный город» администрация Изерлона с 2011 года реализуется конверсию помещения: она предусматривает развитие квартала как жилого и административного. В апреле 2015 года в подвал завода переехала мастерская «Werkstatt im Hinterhof», кроме того организация «Arbeiterwohlfahrt» (AWo) проводит в помещениях консультации для лиц с наркозависимостью — а также поддерживает безработных и бездомных (как и людей с психическими или социальными проблемами). Владелец здания также запланировал открытия помещения для конференций, кафе и промышленного музея.